# Femen - L'Ucraina non è in vendita
Femen - L'Ucraina non è in vendita (Ukraine Is Not a Brothel) è un film del 2013 diretto da Kitty Green.

## Trama
Il film è un documentario sull'attività delle FEMEN, il movimento femminista ucraino noto per le proteste in topless. La regista Kitty Green ha seguito per un anno le attiviste, documentandone le proteste e i vari denunce e arresti subiti; ha quindi realizzato, in quattro mesi, le interviste alle quattro attiviste che costituiscono l'ossatura del film.
Il documentario rivela come a guidare in realtà il gruppo delle FEMEN sia un uomo, Viktor Svyatskiy, mostrato come manovratore di tutte le proteste e, sostanzialmente, comandante delle ragazze.
Le attiviste di FEMEN hanno partecipato alla promozione del documentario, dichiarando che la situazione descritta, con la leadership di Viktor, è in realtà parte del passato, poiché l'uomo sarebbe stato cacciato dal movimento nel 2012.

## Produzione
Il documentario è stato girato tra Ucraina, Turchia e Bielorussia.

### Cast
Nel documentario sono mostrate le quattro principali ragazze delle FEMEN:
- Inna Ševčenko
- Oleksandra Ševčenko
- Hanna Hucol
- Oksana Šačko

## Accoglienza
Il film è stato presentato, fuori concorso, alla 70ª Mostra internazionale d'arte cinematografica di Venezia. Al photocall del festival le attiviste si sono presentate, come di consueto nelle loro proteste, in topless.